# Trycherus elongatus
Trycherus elongatus es una especie de coleóptero de la familia Endomychidae.

## Distribución geográfica
Habita en Camerún (África).